# Camponotus cervicalis
Camponotus cervicalis é uma espécie de inseto do gênero Camponotus, pertencente à família Formicidae.